# Sicral
SICRAL (acronyme italien : Sistema Italiana di Comunicazione Riservente ALlarmi, Système italien de communications d'alarme confidentielles) est un système italien de télécommunications militaires par satellite qui assure des communications stratégiques même en cas de guerre ou de catastrophe.
Il est composé de deux parties : le segment terrestre et le segment spatial. Le segment terrestre comprend le centre de gestion et de contrôle de Vigna di Valle (it) (Bracciano, province de Rome) et des terminaux utilisateurs. Le secteur spatial est formé par les satellites de télécommunications Sicral 1, Sicral 1B et Sicral 2.
Il est né de la coopération des ministères de la Défense italien et français pour « développer conjointement des systèmes de défense par satellite, fondamentaux pour l'indépendance de chaque nation » (note de Jean-Loïc Galle, président-directeur général de Thales Alenia Space).
Selon l'agence de presse ANSA, le système « assure des communications stratégiques et tactiques avec la Défense, en Italie et à l'étranger, garantissant l'interopérabilité entre les réseaux de la Défense, la sécurité publique, les urgences civiles et la gestion et le contrôle des infrastructures stratégique ».
Il est l'un des trois systèmes remplaçant les satellites OTAN déployés entre 1970 et 2010.